# Mezoszféra

A légkör szerkezete

Ez a szócikk a légkör egy rétegéről szól. A földköpeny alsó részéhez lásd: Mezoszféra (geológia).
A mezoszféra (görög: mezosz=közép és sphaira=gömb szavakból származik) a felszíntől számítva 50-80/85 km-ig terjedő levegőréteg, alatta a sztratoszféra, felette a termoszféra található. A mezoszférában a levegő hőmérséklete ismét csökken, legfelső rétege a légkör leghidegebb része, ahol a hőmérséklet −120 °C-ig süllyed.
A mezoszférában égnek el a meteorok, emiatt itt nagy számban fordulnak elő vas- és egyéb fématomok.
Körülbelül 80 km-es magasságban helyezkedik el a mezopauza, amely a termoszférától választja el a mezoszférát.